# Konstanze Plett
Konstanze Plett (* 1947 in Hamburg) ist eine deutsche Juristin.

## Leben
Von 1966 bis 1970 studierte sie Rechtswissenschaft an den Universitäten Marburg, Tübingen und Hamburg. Nach dem Referendariat (1973–1975) in Hamburg war sie von 1982 bis 2003 wissenschaftliche Referentin am Zentrum für Europäische Rechtspolitik (ZERP) an der Universität Bremen, wo sie anschließend als Professorin bis zu ihrer Emeritierung 2012 Rechtswissenschaften im Nebenfach und Gender Law lehrte.
Ihre Arbeitsgebiete sind Geschlecht und Recht, insbesondere zu Menschenrechten intersexuell geborener Menschen. Sie setzt sich für die Rechte Intersexueller ein und wirkte maßgeblich an der Verfassungsbeschwerde mit, die dem Gesetz zur Änderung der in das Geburtenregister einzutragenden Angaben („Dritte Option“) voranging. Für ihr Engagement wurde sie 2019 mit dem Bundesverdienstkreuz am Bande ausgezeichnet.

## Schriften (Auswahl)
- mit Volkmar Gessner: Der Sozialplan im Konkursunternehmen. Die Praxis eines autonomen Regelungsmodells im Schnittpunkt von Arbeits- und Konkursrecht. Köln 1982, ISBN 3-88784-007-0.
- Urheberschaft, Miturheberschaft und wissenschaftliches Gemeinschaftswerk. München 1984, ISBN 3-88709-081-0.
- mit Uwe Boysen: Bauschlichtung in der Praxis. Düsseldorf 2000, ISBN 3-8041-2976-5.
- Diskriminierungspotentiale gegenüber trans- und intergeschlechtlichen Menschen im deutschen Recht. Sowie Skizzierung von Lösungswegen zu deren Abbau und zur Stärkung der Selbstbestimmungs- und der Gleichbehandlungsrechte trans- und intergeschlechtlicher Menschen. Eine Expertise. Berlin 2015, ISBN 3-9816391-4-6.
- Geschlechterrecht. Aufsätze zu Recht und Geschlecht – vom Tabu der Intersexualität zur Dritten Option. Herausgegeben und eingeleitet von Marion Hulverscheidt. transcript, Berlin 2021, ISBN 978-3-8376-5539-1.